# Eira Ullberg

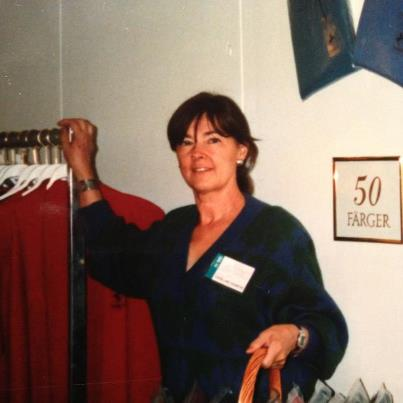
Eira Ullberg

Eira Lilian Ullberg, född Eriksson 14 augusti 1933 i Åsarne församling, Jämtlands län, är en svensk textilkonstnär.

## Biografi
Eira Ullberg är utbildad vid Högre konstindustriella skolan, Konstfackskolan och Stockholms Tillskärarakademi samt Stockholms läns och stads hemslöjdsförenings vävskola. Under studietiden arbetade hon vid NK:s textilkammare, Marks jacquardväveri, Björketorp och vid Vävstugan på Skansen i Stockholm. Hon var framförallt verksam inom industriell textildesign med designuppdrag inom svensk och europeisk textilindustri. Hon skapade bland annat mönster till konfektions- och inredningstextil såsom dukar, vaxdukar och gardiner för företag som Gamlestadens Fabrikers AB, Mölnlycke, Borås Wäfveri, Almedahls, Mönsterkontakt med flera. Ullberg har även bland annat varit verksam som vikarierande lärare i textiltryck Konstfackskolan. Hon har även designat stickade plagg i samarbete med det schweiziska företaget Mon Repos samt profilkläder till olika verksamheter.
Ullberg skapade även textila konsthantverk till företag och offentliga organisationer, exempelvis draperier i blått och guld i Sankt Görans kyrka i Stockholm. En mindre kollektion festklänningar, i handtryckta tyger med egna mönster, togs fram under 70-talet.
Eira Ullberg har varit gift med veterinären Lars-Erik Ullberg i Sigtuna, vilken avled 2015.

## Utställningar och tävlingar
Eira Ullbergs textilkonst har utställts och prisats på Östergötlands länsmuseum i utställningen Mer Jul 2012, i en inredningstävling utlyst av Pira AB, Stringhyllan, där Ullberg vann första pris, av Bonniers tidskrifter gällande inredning av garderober, i tävling utlyst av Melka AB, Skapa en tonårsgarderob, där hon vann första pris (2 000 deltagare), ICA-kurirens docksömnadstävling, där hon vann tre pris (12 000 deltagare). I tidskriften Eva har Ullberg publicerat olika mönster för broderier.